# Вітольд Войда
Вітольд Войда (пол. Witold Woyda, нар. 10 травня 1939, Познань, Польща — 5 травня 2008, Нью-Йорк, США) — видатний польський фехтувальник на рапірах, дворазовий олімпійський чемпіон (1972), срібний (1964) та бронзовий призер (1968) Олімпійських ігор, багаторазовий призер чемпіонатів світу.

## Виступи на Олімпіадах
| Олімпіада   | Дисципліна           | Місце |
| ----------- | -------------------- | ----- |
| Рим 1960    | індивідуальна рапіра | 4     |
| Рим 1960    | командна рапіра      | 5     |
| Токіо 1964  | індивідуальна рапіра | 9     |
| Токіо 1964  | командна рапіра      | 2     |
| Мехіко 1968 | індивідуальна рапіра | 9     |
| Мехіко 1968 | командна рапіра      | 3     |
| Мюнхен 1972 | індивідуальна рапіра | 1     |
| Мюнхен 1972 | командна рапіра      | 1     |